# Paul Lecat
Le Paul Lecat est un paquebot français de la Compagnie des messageries maritimes, lancé le 19 mars 1911 à La Ciotat ; il est démoli en 1929 après un incendie à Marseille

## Histoire
Construit au départ pour la ligne d'Amérique du Sud, il effectuera toute sa carrière sur la ligne d'Extrême-Orient, sauf pendant la Première Guerre mondiale durant laquelle il assure des transports de troupes en Méditerranée. Il est détruit à Marseille par un incendie accidentel en 1928.